# Coupe d'Europe des clubs de beach soccer 2013
Navigation
2014
L'Euro Winners Cup 2013 est la 1re édition de cette compétition de beach soccer ouverte aux champions nationaux des pays membres de l'UEFA qui se déroule du 15 au 19 mai 2013. Elle est remportée par l'équipe russe du Lokomotiv Moscou.

## Clubs participants
Listes des clubs participants à la première édition. Il s'agit de 18 champions de leur pays respectif ainsi que le club italien accueillant la compétition et le finaliste du dernier championnat italien :
- Sandown Sociedad
- Baku FC
- Bate Borisov
- Gimnàstic de Tarragona
- Bonneveine BS
- AO Kefallinia
- Goldwin Pluss
- Falfala Kfar Qassem BS Club
- Sambenedettese BS (hôte)
- ASD Terracina BS
- Viareggio BS
- Kreiss
- Lexmax
- BS Egmond
- Grembach Lodz
- Grasshopper Zurich
- CF Os Belenenses
- Lokomotiv Moscou
- Besiktas JK
- Griffin Beach Soccer

## Déroulement
Dans la première phase, les vingt équipes sont réparties en cinq groupes dont seuls ceux terminant en tête de leur poule se voient accorder un billet pour les quarts de finale. Ils sont accompagnés des trois meilleurs deuxièmes.
La compétition se déroule ensuite en match à élimination direct, le vainqueur étant qualifié pour le prochain tour et le perdant jouant un ou plusieurs match pour déterminer son classement final.

## Tournoi

### Phase de groupe

#### Groupe A
Classement et résultats de la poule A :
| Rang | Équipe                      | Pts | J | G | Gt | P | Bp | Bc | Diff |  | Résultats (▼ dom., ► ext.)  |     |     |     |     |
| ---- | --------------------------- | --- | - | - | -- | - | -- | -- | ---- |  | --------------------------- | --- | --- | --- | --- |
| 1    | Lokomotiv Moscou            | 9   | 3 | 3 | 0  | 0 | 18 | 7  | +11  |  | Lokomotiv Moscou            |     | 5-4 | 5-2 | 8-1 |
| 2    | Sambenedettese BS           | 3   | 3 | 1 | 0  | 2 | 16 | 14 | +2   |  | Sambenedettese BS           | 4-5 |     | 8-4 | 4-5 |
| 3    | Gimnàstic de Tarragona      | 2   | 3 | 0 | 1  | 2 | 11 | 17 | -6   |  | Gimnàstic de Tarragona      | 2-5 | 4-8 |     | 5-4 |
| 4    | Falfala Kfar Qassem BS Club | 2   | 3 | 0 | 1  | 2 | 10 | 17 | -7   |  | Falfala Kfar Qassem BS Club | 1-8 | 5-4 | 4-5 |     |

     Équipe qualifiée; Pts = points; J = joués; G = gagnés dans le temps réglementaire; Gt = gagnés en prolongation ou aux tirs au but; P = perdus;

Bp = buts pour; Bc = buts contre; Diff = différence de buts

#### Groupe B
Classement et résultats de la poule B :
| Rang | Équipe           | Pts | J | G | Gt | P | Bp | Bc | Diff |  | Résultats (▼ dom., ► ext.) |      |     |      |     |
| ---- | ---------------- | --- | - | - | -- | - | -- | -- | ---- |  | -------------------------- | ---- | --- | ---- | --- |
| 1    | Besiktas JK      | 9   | 3 | 3 | 0  | 0 | 20 | 9  | +11  |  | Besiktas JK                |      | 5-3 | 10-2 | 5-4 |
| 2    | CF Os Belenenses | 6   | 3 | 2 | 0  | 1 | 18 | 15 | +3   |  | CF Os Belenenses           | 3-5  |     | 6-5  | 9-5 |
| 3    | Bonneveine BS    | 3   | 3 | 1 | 0  | 2 | 13 | 21 | -8   |  | Bonneveine BS              | 2-10 | 5-6 |      | 6-5 |
| 4    | Lexmax           | 0   | 3 | 0 | 0  | 3 | 14 | 20 | -6   |  | Lexmax                     | 4-5  | 5-9 | 5-6  |     |

     Équipe qualifiée; Pts = points; J = joués; G = gagnés dans le temps réglementaire; Gt = gagnés en prolongation ou aux tirs au but; P = perdus;

Bp = buts pour; Bc = buts contre; Diff = différence de buts

#### Groupe C
Classement et résultats de la poule C :
| Rang | Équipe              | Pts | J | G | Gt | P | Bp | Bc | Diff |  | Résultats (▼ dom., ► ext.) |     |     |     |     |
| ---- | ------------------- | --- | - | - | -- | - | -- | -- | ---- |  | -------------------------- | --- | --- | --- | --- |
| 1    | Bate Borisov        | 6   | 3 | 2 | 0  | 1 | 15 | 7  | +8   |  | Bate Borisov               |     | 4-3 | 2-3 | 9-1 |
| 2    | Goldwin Pluss       | 6   | 3 | 2 | 0  | 1 | 15 | 10 | +5   |  | Goldwin Pluss              | 3-4 |     | 7-2 | 5-4 |
| 3    | AO Kefallinia       | 6   | 3 | 2 | 0  | 1 | 9  | 10 | -1   |  | AO Kefallinia              | 3-2 | 2-7 |     | 4-1 |
| 4    | Beach Soccer Egmond | 0   | 3 | 0 | 0  | 3 | 6  | 18 | -12  |  | Beach Soccer Egmond        | 1-9 | 4-5 | 1-4 |     |

     Équipe qualifiée; Pts = points; J = joués; G = gagnés dans le temps réglementaire; Gt = gagnés en prolongation ou aux tirs au but; P = perdus;

Bp = buts pour; Bc = buts contre; Diff = différence de buts

#### Groupe D
Classement et résultats de la poule D :
| Rang | Équipe             | Pts | J | G | Gt | P | Bp | Bc | Diff |  | Résultats (▼ dom., ► ext.) |      |      |     |      |
| ---- | ------------------ | --- | - | - | -- | - | -- | -- | ---- |  | -------------------------- | ---- | ---- | --- | ---- |
| 1    | Grasshopper Zurich | 8   | 3 | 2 | 1  | 0 | 26 | 18 | +8   |  | Grasshopper Zurich         |      | 7-6  | 7-5 | 12-7 |
| 2    | Griffin BS         | 6   | 3 | 2 | 0  | 1 | 24 | 17 | +7   |  | Griffin                    | 6-7  |      | 6-5 | 12-5 |
| 3    | Viareggio BS       | 3   | 3 | 1 | 0  | 2 | 17 | 14 | +3   |  | Viareggio BS               | 5-7  | 5-6  |     | 7-1  |
| 4    | Sandown Sociedad   | 0   | 3 | 0 | 0  | 3 | 13 | 31 | -18  |  | Sandown Sociedad           | 7-12 | 5-12 | 1-7 |      |

     Équipe qualifiée; Pts = points; J = joués; G = gagnés dans le temps réglementaire; Gt = gagnés en prolongation ou aux tirs au but; P = perdus;

Bp = buts pour; Bc = buts contre; Diff = différence de buts

#### Groupe E
Classement et résultats de la poule E :
| Rang | Équipe           | Pts | J | G | Gt | P | Bp | Bc | Diff |  | Résultats (▼ dom., ► ext.) |     |     |     |     |
| ---- | ---------------- | --- | - | - | -- | - | -- | -- | ---- |  | -------------------------- | --- | --- | --- | --- |
| 1    | Grembach Lodz    | 9   | 3 | 3 | 0  | 0 | 12 | 6  | +6   |  | Grembach Lodz              |     | 5-4 | 2-1 | 5-1 |
| 2    | ASD Terracina BS | 6   | 3 | 2 | 0  | 1 | 14 | 9  | +5   |  | ASD Terracina BS           | 4-5 |     | 3-1 | 7-3 |
| 3    | Baku FC          | 2   | 3 | 0 | 1  | 2 | 7  | 9  | -2   |  | Baku FC                    | 1-2 | 1-3 |     | 5-4 |
| 4    | Kreiss           | 0   | 3 | 0 | 0  | 3 | 8  | 17 | -9   |  | Kreiss                     | 1-5 | 3-7 | 4-5 |     |

     Équipe qualifiée; Pts = points; J = joués; G = gagnés dans le temps réglementaire; Gt = gagnés en prolongation ou aux tirs au but; P = perdus;

Bp = buts pour; Bc = buts contre; Diff = différence de buts

### Phase finale
À la première phase qui voit la qualification du Grasshopper Zurich, Bate Borisov, Grembach Lodz, Besiktas JK et Lokomotiv Moscou qui termine premier de leur groupe respectif et Terracina, Goldwin Pluss et Griffin qui eux sont les meilleurs seconds.

#### Tableau
|  | Quarts de finale   | Quarts de finale |                    |       | Demi-finales   | Demi-finales   |  |  | Finale         | Finale         |
|  | Quarts de finale   | Quarts de finale |                    |       | Demi-finales   | Demi-finales   |  |  | Finale         | Finale         |
|  |                    |                  |                    |       |                |                |  |  |                |                |
|  | 18 mai 9 h         | 18 mai 9 h       |                    |       | 18 mai 17 h 45 | 18 mai 17 h 45 |  |  | 19 mai 18 h 30 | 19 mai 18 h 30 |
|  | 18 mai 9 h         | 18 mai 9 h       |                    |       | 18 mai 17 h 45 | 18 mai 17 h 45 |  |  | 19 mai 18 h 30 | 19 mai 18 h 30 |
|  | Grasshopper Zurich | 10               |                    |       | 18 mai 17 h 45 | 18 mai 17 h 45 |  |  | 19 mai 18 h 30 | 19 mai 18 h 30 |
|  | Grasshopper Zurich | 10               |                    |       | 18 mai 17 h 45 | 18 mai 17 h 45 |  |  | 19 mai 18 h 30 | 19 mai 18 h 30 |
|  | Goldwin Pluss      | 9                |                    |       | 18 mai 17 h 45 | 18 mai 17 h 45 |  |  | 19 mai 18 h 30 | 19 mai 18 h 30 |
|  | Goldwin Pluss      | 9                | Grasshopper Zurich | 4     |                |                |  |  | 19 mai 18 h 30 | 19 mai 18 h 30 |
|  | 18 mai 10 h 15     |                  | Grasshopper Zurich | 4     |                |                |  |  | 19 mai 18 h 30 | 19 mai 18 h 30 |
|  |                    | Griffin BS       | 5                  |       |                |                |  |  | 19 mai 18 h 30 | 19 mai 18 h 30 |
|  | Griffin BS         | Griffin BS       | 5                  | 5     |                |                |  |  | 19 mai 18 h 30 | 19 mai 18 h 30 |
|  | Griffin BS         |                  |                    | 5     |                |                |  |  | 19 mai 18 h 30 | 19 mai 18 h 30 |
|  | Grembach Lodz      | 4                |                    |       |                |                |  |  | 19 mai 18 h 30 | 19 mai 18 h 30 |
|  | Grembach Lodz      | 4                | Griffin BS         | 0     |                |                |  |  |                |                |
|  | 18 mai 11 h 30     |                  | Griffin BS         | 0     |                |                |  |  |                |                |
|  |                    | Lokomotiv Moscou | 3                  |       |                |                |  |  |                |                |
|  | Bate Borisov       | Lokomotiv Moscou | 3                  | 4 (0) |                |                |  |  |                |                |
|  | Bate Borisov       | 18 mai 19 h      |                    | 4 (0) |                |                |  |  |                |                |
|  | Besiktas JK        | 4 (1)            |                    |       |                |                |  |  |                |                |
|  | Besiktas JK        | 4 (1)            | Besiktas JK        | 4 (2) |                |                |  |  |                |                |
|  | 18 mai 12 h 45     |                  | Besiktas JK        | 4 (2) |                |                |  |  |                |                |
|  |                    | Lokomotiv Moscou | 4 (3)              |       |                |                |  |  |                |                |
|  | ASD Terracina BS   | Lokomotiv Moscou | 4 (3)              | 0     |                |                |  |  |                |                |
|  | ASD Terracina BS   |                  |                    | 0     |                |                |  |  |                |                |
|  | Lokomotiv Moscou   | 6                |                    |       |                |                |  |  |                |                |
|  | Lokomotiv Moscou   | 6                |                    |       |                |                |  |  |                |                |

#### Quarts de finale
Les quarts de finale offrent des oppositions plus qu’indécises, en effet malgré la domination du Lokomotiv Moscou et son 6-0 sur Terracina, toutes les rencontres se jouent à un but d'écart. Dans un match où la pluie était de ballon le Grasshopper Zurich prend le dessus sur Goldwin Pluss 10 buts à 9. Griffin BS remporte son duel face à Grembach Lodz 5-4. Et c’est sur un penalty en or que le Besiktas JK élimine Bate Borisov 4-4 (1-0).

#### Demi-finales
En demi-finale, Le Grasshopper Zurich se heurte au solide champion ukrainien Griffin BS qui domine tout le long du match menant même 4 buts à 0 au milieu du deuxième tiers temps. Les Suisses reviendront à 4-3 grâce à des buts de Stankovic et Amarelle en autre mais le Russe Eremeev signe un triplé et qualifie son équipe pour la finale (victoire finale 5-4).
Le Lokomotiv Moscou doit lui batailler contre le Besiktas JK pour se hisser en finale : après être mené 3-1 en fin de première période, les russes doivent leur succès à un penalty en or 4-4 (3-2).
| 18 mai 2013 | Grasshopper Zurich                    | 4-5 | Griffin BS                  |  |  |
| 17 h 45     | Stankovic · Hoppler · Amarelle · Nico |     | Eremeev · A. Borsuk · Mahda |  |  |
| 17 h 45     | Rapport                               |     |                             |  |  |

| 18 mai 2013 | Lokomotiv Moscou                          | 5-4             | Besiktas JK                 |  |  |
| 19 h        | Makarov · Madjer · Belchior               |                 | Bariç · Leo                 |  |  |
| 19 h        | Rapport                                   |                 |                             |  |  |
| 19 h        | Madjer · Belchior · Boukhlitski · Shishin | Tirs au but 3-2 | Onur · Ayhan · Bruno Torres |  |  |

#### Matchs de classement
| play-off 5e place   | Goldwin Pluss    | 4-6 | Grembach Lodz                                      |  |  |
| 18 mai 2013 17 h 45 | Ughy · V. Fekete |     | Golanski · Wydmuszek · Saganowski · Ziober · Baran |  |  |
| 18 mai 2013 17 h 45 | Rapport          |     |                                                    |  |  |

| play-off 5e place | Bate Borisov       | 2-4 | ASD Terracina BS     |  |  |
| 18 mai 2013 19 h  | Pernai · Bogaichuk |     | Llorenç · M. Oleilla |  |  |
| 18 mai 2013 19 h  | Rapport            |     |                      |  |  |

Goldwin Pluss et Bate Borisov sont opposés une seconde fois dans la compétition après leur première place ex-æquo du groupe E, cette fois-ci dans la lutte pour la septième place. Et encore une fois, la victoire revient aux champions du Bélarus, grâce à une solide performance. Un but au moins dans chaque période rend le match vraiment ardue pour le Magyar. Goldwin Pluss ne trouve pas les moyens de faire du mal à la résistance de Bate, et leur malheur fut encore plus évident lorsque Tamas Fekete rate un penalty qui aurait relancé son équipe. Après cela, deux nouveaux buts du Bate Borisov terminent le match.
| 7e place            | Bate Borisov                                          | 5-0 | Goldwin Pluss |  |  |
| 19 mai 2013 14 h 45 | Bogaichuk · Yakubovsky · Pernai · Zheckho · Bogaichuk |     |               |  |  |
| 19 mai 2013 14 h 45 | Rapport                                               |     |               |  |  |

Les champions de Serie A termine la Coupe d'Europe des champions à la cinquième place, après avoir dominé le Grembach Lodz dans les premiers instants de la partie. Malgré l'ouverture du score par les Polonais a ouvert le score et un score de parité à la fin du second tiers-temps (2-2), cinq buts transalpins durant la dernière période scelle le destin du match. Se sont les italiens qui règnent sur le match pour la cinquième position dans la compétition et une victoire finale 6-3.
| 5e place         | Grembach Lodz  | 3-6 | ASD Terracina BS                                              |  |  |
| 19 mai 2013 16 h | Baran · Mordon |     | Spada · M. Oleilla · Corosiniti · Frainetti · Feudi · Llorenç |  |  |
| 19 mai 2013 16 h | Rapport        |     |                                                               |  |  |

Dans cette petite finale, ce sont les défenses qui prévalent sur l'attaque au cours de la première moitié du jeu, seulement quelques occasions de but ont été concédées de chaque côté. Bruno Torres marque le premier but pour le Besiktas JK et leur permet de prendre un avantage qu'ils ne perdront pas. Ayhan élargi la marque à 0-2 puis signe une doublé à la dernière minute du match. Mitchell Day réduit alors l'écart pour les Grasshopper de Zurich, mais ce n'est pas suffisant. Au coup de sifflet final, les turcs remportent la troisième place dans cette première coupe des champions.
| 3e place            | Grasshopper Zurich | 1-3 | Besiktas JK          |  |  |
| 19 mai 2013 17 h 15 | Day                |     | Bruno Torres · Ayhan |  |  |
| 19 mai 2013 17 h 15 | Rapport            |     |                      |  |  |

#### Finale
Sur le papier les forces de cette finale sont équilibrées avec d’un côté la sélection de Russie renforcée par les deux Portugais Madjer et Belchior, et dans l’équipe adverse la sélection d’Ukraine et le Russe Eremeev. Avec un but par tiers-temps inscrit successivement par Shaykov, Makarov et Belchior et la solidité défensive des joueurs russes, Griffin BS n’a pas les armes lors de cette finale. Et c'est sans compter sur leur portier Vitalii Sydorenko auteur d'un nombre important de sauvetages,.
| 19 mai 2013 | Griffin BS | 0–3 | Lokomotiv Moscou             |  |  |
| 18 h 30     |            |     | Shaykov · Makarov · Belchior |  |  |
| 18 h 30     | Rapport    |     |                              |  |  |

## Classement
Tableau de la compétition à la suite des matchs de classement :
| #         | Club                 |
| --------- | -------------------- |
| Vainqueur | Lokomotiv Moscou     |
| Finaliste | Griffin Beach Soccer |
| 3e        | Besiktas JK          |
| 4e        | Grasshopper Zurich   |
| 5e        | ASD Terracina BS     |
| 6e        | Grembach Lodz        |
| 7e        | Bate Borisov         |
| 8e        | Goldwin Pluss        |

## Récompenses individuelles
Trophée individuel décernés à la fin de la compétition, :
- Meilleur joueur :  Iegor Chaïkov (Lokomotiv Moscou)
- Meilleur buteur :  Dejan Stankovic (Grasshopper Zurich) – 13 buts
- Meilleur gardien :  Vitaliy Sydorenko (Griffin Beach Soccer)